# Het vlooiencircus
Het vlooiencircus  is het vijftiende album uit de Belgische stripreeks De avonturen van Urbanus en verscheen in 1987. Het werd getekend door Willy Linthout en bedacht door Urbanus zelf.

## Verhaal
In dit album twee kortverhalen: (Het Vlooiencircus en Urbanus Loopt Verloren) en daarnaast nog een hoop eenpagina gags. Waarbij enkele door Urbanus zelf ingekleurd is.